# FALCONER
株式会社FALCONER（株式会社ファルコナー）は、日本の商品メーカー・販売小売の株式会社である。

## 沿革
- 2016年7月：愛知県刈谷市で創業。
- 2018年7月：本社を愛知県名古屋市に移転。

## 主な製品
- 革製品
  - 財布
  - バッグ
  - 電子タバコケース
- 電化製品
  - スマートリモコン
  - 衛生家電
  - 照明器具

## 主な取引先
- KDDI
- 日本郵便
- DMM.com
- アマゾンジャパン
- 楽天
- 東急ハンズ